# Порак
Порак (јерм. Փորակ, азер. Axarbaxar) је активни стратовулкан на Јерменској висоравни, на граници између Јерменије (марз Гехаркуник) и непризнате републике Нагорно-Карабах (Шаумјановски округ). Део је планинског система Источно-севанских планина, удаљен 21 км југоисточно од језера Севан.
Остаци лаве из кратера Порака равномерно се шире са свих страна. Поред главног кратера постоји још десет паразитских купа мањих димензија, те бројне фисуре.